# Hernanes
Anderson Hernanes de Carvalho Viana Lima (Aliança, 29 mei 1985) – alias Hernanes – is een Braziliaans voetballer die bij voorkeur als aanvallende middenvelder speelt. Hij tekende in december 2018 een driejarig contract bij São Paulo, dat €3.000.000,- voor hem betaalde aan Hebei China Fortune. Hernanes debuteerde in 2008 in het Braziliaans voetbalelftal.

## Clubcarrière
Hernanes speelde in de jeugd bij Unibol Pernambuco, waarna de middenvelder bij São Paulo kwam. Bij deze club maakte Hernanes in 2005 zijn profdebuut. Na een jaar op huurbasis van Santo André werd hij een vaste waarde bij São Paulo. Hernanes won met de club het statenkampioenschap van São Paulo (2005), de wereldkampioenschap voor clubs (2005) en het Braziliaans landskampioenschap (2007).

## Interlandcarrière
Hernanes debuteerde in maart 2008 in een oefenwedstrijd tegen Zweden voor het Braziliaans nationaal elftal.

## Erelijst
São Paulo
- FIFA WK voor clubs: 2005
- Campeonato Brasileiro Série A: 2007, 2008
- Campeonato Paulista: 2021

 Lazio
- Coppa Italia: 2012/13

 Juventus
- Serie A: 2015/16
- Coppa Italia: 2015/16

 Brazilië
- FIFA Confederations Cup: 2013

Individueel
- Bola de Prata: 2007, 2008, 2017
- Campeonato Brasileiro Série A Team van het Jaar: 2007, 2008, 2009, 2017
- Campeonato Brasileiro Série A Beste Speler: 2008

1 Diego Alves ·
2 Rafinha ·
3 Alex Silva ·
4 Thiago Silva ·
5 Hernanes ·
6 Marcelo ·
7 Anderson ·
8 Leiva ·
9 Alexandre Pato ·
10 Ronaldinho  ·
11 Ramires ·
12 Renan ·
13 Ilsinho ·
14 Breno ·
15 Diego ·
16 Thiago Neves ·
17 Rafael Sóbis ·
18 Jô ·
Coach: Dunga
1 Jefferson ·
2 Dani Alves ·
3 Thiago Silva  ·
4 David Luiz ·
5 Fernando ·
6 Marcelo ·
7 Leiva ·
8 Hernanes ·
9 Fred ·
10 Neymar ·
11 Oscar ·
12 Júlio César ·
13 Dante Bonfim ·
14 Filipe Luís ·
15 Jean ·
16 Réver ·
17 Luiz Gustavo ·
18 Paulinho ·
19 Hulk ·
20 Bernard ·
21 Jô ·
22 Diego Cavalieri ·
23 Jádson ·
Coach: Scolari
1 Jefferson ·
2 Dani Alves ·
3 Thiago Silva  ·
4 David Luiz ·
5 Fernandinho ·
6 Marcelo ·
7 Hulk ·
8 Paulinho ·
9 Fred ·
10 Neymar ·
11 Oscar ·
12 Júlio César ·
13 Dante Bonfim ·
14 Maxwell ·
15 Henrique ·
16 Ramires ·
17 Luiz Gustavo ·
18 Hernanes ·
19 Willian ·
20 Bernard ·
21 Jô ·
22 Victor ·
23 Maicon ·
Coach: Scolari